# Malurus cyanocephalus
Malurus cyanocephalus là một loài chim trong họ Maluridae.
Loài chim này được tìm thấy ở Indonesia và Papua New Guinea.
Môi trường sống tự nhiên của chúng là rừng ẩm vùng đất thấp nhiệt đới hoặc cận nhiệt đới.